# SN 1955B
SN 1955B – supernowa typu I odkryta 6 października 1955 roku w galaktyce M-02-03-74. W momencie odkrycia miała maksymalną jasność 16,40m.